# Списък с филмите на „Уолт Дисни Студиос“ (2020 – 2029)
Това е списък с филмите, продуцирани и разпространени от американското филмово студио „Уолт Дисни Студиос“ – едно от разпределенията на „Уолт Дисни Къмпани“ и едно от големите пет филмови студия – през периода 2020 – 2029 г.

## Пояснение
- Филмите, етикирани със символ ‡, са стрийминг издание, ексклузивно чрез Дисни+ или сестринските услуги – Hulu/Star/Star+
- Филмите, етикирани със символ †, са издание със видео по поръчка чрез Дисни+
- Филмите, етикирани със символ §, са самостоятелно издание по кината и видео по поръчка чрез Дисни+
- Филмите, етикирани със символ *, са стрийминг издание чрез стрийминг услуга от трите страни

## Издадени
| Премиера             | Заглавие                                        | Студиен етикет                                                | Копродукция с |
| -------------------- | ----------------------------------------------- | ------------------------------------------------------------- | --- |
| 10 януари 2020 г.    | В дълбините                                     | 20th Century Fox                                              | копродукция с Chernin Entertainment и TSG Entertainment; последните филми, които са продуцирани под името 20th Century Fox.                                                                                         |
| 7 февруари 2020 г.   | Тими Провала: Стават и грешки ‡                 | Walt Disney Pictures                                          | копродукция с Etalon Film, Slow Pony Pictures и Whitaker Entertainment; разпространява от Disney+ |
| 14 февруари 2020 г.  | Надолу по хълма                                 | Searchlight Pictures                                          | копродукция с TSG Entertainment |
| 21 февруари 2020 г.  | Дивото зове                                     | 20th Century Studios                                          | копродукция с 3 Arts Entertainment и TSG Entertainment |
| 28 февруари 2020 г.  | Уенди                                           | Searchlight Pictures                                          | копродукция с TSG Entertainment, Department of Motion Pictures и Journeyman Pictures |
| 6 март 2020 г.       | Напред                                          | Walt Disney Pictures                                          | копродукция с Pixar Animation Studios |
| 13 март 2020 г.      | Звездно момиче ‡                                | Walt Disney Pictures                                          | копродукция с Gotham Group и Hahnscape Entertainment; разпространява се от Disney+ |
| 3 април 2020 г.      | Слонът ‡                                        | Disneynature                                                  | разпространен от Disney+ |
| 3 април 2020 г.      | Рифът на делфините ‡                            | Disneynature                                                  | разпространен от Disney+ |
| 12 юни 2020 г.       | Тайната на Артемис Фоул ‡                       | Walt Disney Pictures                                          | копродукция с TriBeCa Productions и Marzano Films; разпространен от Disney+ |
| 3 юли 2020 г.        | Хамилтън ‡                                      | Walt Disney Pictures                                          | копродукция с 5000 Broadway Productions, Nevis Productions, Old 320 Sycamore Pictures и RadicalMedia; разпространен от Disney+                                                                                      |
| 31 юли 2020 г.       | Black Is King ‡                                 | Walt Disney Pictures                                          | копродукция с Parkwood Entertainment; разпространен от Disney+ |
| 14 август 2020 г.    | Вълшебната пещера ‡                             | Walt Disney Pictures                                          | копродукция с Team Todd; разпространен от Disney+ |
| 21 август 2020 г.    | Единственият и неповторим Айвън ‡               | Walt Disney Pictures                                          | копродукция с Jolie Pas Productions; разпространен от Disney+ |
| 28 август 2020 г.    | Новите мутанти                                  | 20th Century Studios                                          | копродукция с Marvel Entertainment, Genre Films, TSG Entertainment и Sunswept Entertainment |
| 28 август 2020 г.    | Личната история на Дейвид Копърфийлд            | Searchlight Pictures                                          | копродукция с FilmNation Entertainment, Film4 Productions и Wishmore Entertainment |
| 4 септември 2020 г.  | Мулан †                                         | Walt Disney Pictures                                          | копродукция с Jason T. Reed Productions и Good Fear Productions; разпространен от Disney+ |
| 23 октомври 2020 г.  | Кухия човек                                     | 20th Century Studios                                          | копродукция с Boom! Studios |
| 4 декември 2020 г.   | Добрата фея ‡                                   | Walt Disney Pictures                                          | копродукция с The Montecito Picture Company; разпространен от Disney+ |
| 11 декември 2020 г.  | Безопасност ‡                                   | Walt Disney Pictures                                          | копродукция с Mayhem Pictures и Select Films; разпространен от Disney+ |
| 25 декември 2020 г.  | За душата ‡                                     | Walt Disney Pictures                                          | копродукция с Pixar Animation Studios; разпространен от Disney+ |
| 29 януари 2021 г.    | Земя на номади ‡                                | Searchlight Pictures                                          | копродукция с Highwayman Films, Hear/Say Productions и Cor Cordium Productions; коразпространен от Hulu |
| 19 февруари 2021 г.  | Флора и Юлесийс ‡                               | Walt Disney Pictures                                          | копродукция с Netter Productions; разпространен от Disney+ |
| 5 март 2021 г.       | Рая и последният дракон §                       | Walt Disney Pictures                                          | копродукция с Walt Disney Animation Studios |
| 14 май 2021 г.       | Жената на прозореца *                           | 20th Century Studios                                          | копродукция с Fox 2000 Pictures и Scott Rudin Productions; разпространен от Netflix |
| 28 май 2021 г.       | Круела §                                        | Walt Disney Pictures                                          | копродукция с Gunn Films и Marc Platt Productions |
| 18 юни 2021 г.       | Лятното приключение на Лука ‡                   | Walt Disney Pictures                                          | копродукция с Pixar Animation Studios; разпространен от Disney+ |
| 25 юни 2021 г.       | Лято на душата                                  | Searchlight Pictures                                          | копродукция с Onyx Collective, Concordia Studio, LarryBilly Productions, Mass Distraction Media, RadicalMedia и Vulcan Productions; коразпространен от Hulu                                                         |
| 9 юли 2021 г.        | Черната вдовица §                               | Marvel Studios                                                | |
| 30 юли 2021 г.       | Круиз в джунглата §                             | Walt Disney Pictures                                          | копродукция с Davis Entertainment, Seven Bucks Productions и Flynn Picture Company |
| 13 август 2021 г.    | Свободен играч                                  | 20th Century Studios                                          | копродукция с Maximum Effort, 21 Laps Entertainment, Berlanti Productions и Lit Entertainment Group |
| 20 август 2021 г.    | Къща в мрака                                    | Searchlight Pictures                                          | копродукция с Anton и Phantom Four Films |
| 27 август 2021 г.    | Докато ваканцията ни раздели ‡                  | 20th Century Studios                                          | копродукция с Broken Road Productions; разпространен от Hulu |
| 3 септември 2021 г.  | Шан-Чи и легендата за десетте пръстена          | Marvel Studios                                                | |
| 17 септември 2021 г. | Очите на Тами Фей                               | Searchlight Pictures                                          | копродукция с Freckle Films, MWM Studios и Semi-Formal Productions |
| 15 октомври 2021 г.  | Последният дуел                                 | 20th Century Studios                                          | копродукция с Scott Free Productions, TSG Entertainment и Pearl Street Films |
| 22 октомври 2021 г.  | Бъгнатият Рон                                   | 20th Century Studios                                          | копродукция с 20th Century Animation, TSG Entertainment, Locksmith Animation и DNEG |
| 22 октомври 2021 г.  | Френският бюлетин на Либърти, Канзас Ивнинг Сън | Searchlight Pictures                                          | копродукция с Indian Paintbrush и American Empirical Pictures |
| 29 октомври 2021 г.  | Рога                                            | Searchlight Pictures                                          | копродукция с Phantom Four и Double Dare You Productions |
| 5 ноември 2021 г.    | Вечните                                         | Marvel Studios                                                | |
| 12 ноември 2021 г.   | Отново сам вкъщи ‡                              | 20th Century Studios                                          | копродукция с Hutch Parker Entertainment; разпространява се от Disney+ |
| 24 ноември 2021 г.   | Енканто                                         | Walt Disney Pictures                                          | копродукция с Walt Disney Animation Studios |
| 3 декември 2021 г.   | Дневникът на един дръндьо ‡                     | Walt Disney Pictures                                          | копродукция с Bardel Entertainment; разпространява се от Disney+ |
| 10 декември 2021 г.  | Уестсайдска история                             | 20th Century Studios                                          | копродукция с Amblin Entertainment |
| 17 декември 2021 г.  | Улицата на кошмарите                            | Searchlight Pictures                                          | копродукция с TSG Entertainment и Double Dare You Productions |
| 22 декември 2021 г.  | Първа мисия                                     | 20th Century Studios                                          | копродукция с Marv Films и Cloudy Productions |
| 28 януари 2022 г.    | Ледена епоха: Приключенията на Дивия Бък ‡      | Walt Disney Pictures                                          | разпространен от Disney+ |
| 30 януари 2022 г.    | The Beatles: Get Back – Концерт на покрива      | Walt Disney Pictures                                          | копродукция с Apple Corps Ltd. и WingNut Films |
| 11 февруари 2022 г.  | Смърт край Нил                                  | 20th Century Studios                                          | копродукция с Kinberg Genre, The Mark Gordon Company и Scott Free Productions |
| 25 февруари 2022 г.  | Без изход ‡                                     | 20th Century Studios                                          | разпространен от Hulu в САЩ, в световен мащаб от Дисни+ чрез Star, и Star+ в Латинска Америка |
| 4 март 2022 г.       | Свежо ‡                                         | Сърчлайт Пикчърс                                              | копродукция с Hyperobject Industries и Legendary Entertainment; разпространен от Hulu в САЩ, в световен мащаб от Дисни+ чрез Star, и Star+ в Латинска Америка                                                       |
| 11 март 2022 г.      | Мей Червената панда ‡                           | Walt Disney Pictures                                          | копродукция с Pixar Animation Studios |
| 18 март 2022 г.      | Деца на килограм ‡                              | Walt Disney Pictures                                          | копродукция с Khalabo Ink Society; разпространен от Disney+ |
| 1 април 2022 г.      | Better Nate Than Ever ‡                         | Walt Disney Pictures                                          | копродукция с Marc Platt Productions; разпространен от Disney+ |
| 22 април 2022 г.     | Полярната мечка                                 | Disneynature                                                  | разпространен от Disney+ |
| 6 май 2022 г.        | Доктор Стрейндж в мултивселената на лудостта    | Marvel Studios                                                | |
| 20 май 2022 г.       | Чип и Дейл: Спасителен отряд ‡                  | Walt Disney Pictures                                          | копродукция с Mandeville Films; разпространен от Disney+ |
| 27 май 2022 г.       | Бургерите на Боб: Филмът                        | 20th Century Studios                                          | копродукция с 20th Century Animation, 20th Century Family, Wilo Productions и Bento Box Entertainment |
| 3 юни 2022 г.        | Fire Island ‡                                   | Searchlight Pictures                                          | копродукция с Jax Media; разпространен от Hulu |
| 3 юни 2022 г.        | Hollywood Stargirl ‡                            | Walt Disney Pictures                                          | копродукция с Gotham Group; разпространен от Disney+ |
| 17 юни 2022 г.       | Успех, Лио Гранд! ‡                             | Searchlight Pictures                                          | единствено разпространение в САЩ копродукция с Genesius Pictures and Align; разпространява се от Hulu |
| 17 юни 2022 г.       | Баз Светлинна година                            | Walt Disney Pictures                                          | копродукция с Pixar Animation Studios |
| 24 юни 2022 г.       | Rise ‡                                          | Walt Disney Pictures                                          | копродукция с Faliro House Productions; разпространява се от Дисни+ |
| 1 юли 2022 г.        | Принцесата ‡                                    | 20th Century Studios                                          | копродукция с Original Film; разпространява се от Hulu |
| 8 юли 2022 г.        | Тор: Любов и гръмотевици                        | Marvel Studios                                                | |
| 29 юли 2022 г.       | Не съм добре ‡                                  | Searchlight Pictures                                          | копродукция с Makeready; разпространява се от Hulu в Съединените щати, Disney+ в световен мащаб чрез Star и Star+ в Латинска Америка                                                                                |
| 5 август 2022 г.     | Плячка ‡                                        | 20th Century Studios                                          | копродукция с Davis Entertainment; разпространява се от Hulu в Съединените щати, Disney+ в световен мащаб чрез Star и Star+ в Латинска Америка                                                                      |
| 8 септември 2022 г.  | Пинокио ‡                                       | Walt Disney Pictures                                          | копродукция с Depth of Field Studios и ImageMovers; разпространява се от Disney+ |
| 9 септември 2022 г.  | Варварин                                        | 20th Century Studios                                          | копродукция с Regency Enterprises, Vertigo Entertainment, Almost Never Films, TSG Entertainment, Hammerstone Studios и Borderlight Pictures                                                                         |
| 16 септември 2022 г. | Вижте как бягат                                 | Searchlight Pictures                                          | копродукция с DJ Films и TSG Entertainment |
| 30 септември 2022 г. | Фокус-мокус 2 ‡                                 | Walt Disney Pictures                                          | копродукция с David Kirschner Productions; разпространява се от Disney+ |
| 7 октомври 2022 г.   | Амстердам                                       | 20th Century Studios                                          | копродукция с Regency Enterprises, New Regency и Canterbury Glass Productions |
| 14 октомври 2022 г.  | Розалин ‡                                       | 20th Century Studios                                          | копродукция с 21 Laps Entertainment; разпространява се от Hulu в Съединените щати, Disney+ в световен мащаб чрез Star и Star+ в Латинска Америка                                                                    |
| 21 октомври 2022 г.  | Баншите от Инишерин                             | Searchlight Pictures                                          | копродукция с Blueprint Pictures и Film4 |
| 11 ноември 2022 г    | Черната Пантера: Уаканда завинаги               | Marvel Studios                                                | |
| 18 ноември 2022 г.   | Менюто                                          | Searchlight Pictures                                          | копродукция с Hyperobject Industies |
| 18 ноември 2022 г.   | Disenchanted ‡                                  | Walt Disney Pictures                                          | копродукция с Josephson Entertainment, Andalasia Productions, Right Coast Productions; разпространява се от Дисни+                                                                                                  |
| 23 ноември 2022 г.   | Чуден свят                                      | Walt Disney Pictures                                          | копродукция с Walt Disney Animation Studios |
| 2 декември 2022 г.   | Diary of a Wimpy Kid: Rodrick Rules             | Walt Disney Pictures                                          | копродукция с Bardel Entertainment; разпространява се от Дисни+ |
| 9 декември 2022 г.   | Империята на светлината                         | Searchlight Pictures                                          | копродукция с Neal Street Productions |
| 16 декември 2022 г.  | Аватар: Природата на водата                     | 20th Century Studios                                          | копродукция с Lightstorm Entertainment |
| 17 февруари 2023 г.  | Ант-Мен и Осата: Квантомания                    | Marvel Studios                                                | |
| 10 март 2023 г.      | Chang Can Dunk ‡                                | Walt Disney Pictures                                          | копродукция с Hillman Grad и Makeready; разпространява се от Disney+ |
| 17 март 2023 г.      | Бостънският удушвач ‡                           | 20th Century Studios                                          | копродукция с Scott Free Productions, LuckyChap Entertainment и Langley Park Productions; разпространява се от Hulu в САЩ, Disney+ в световен мащаб чрез Star, и Star+ в Латинска Америка.                          |
| 31 март 2023 г.      | Rye Lane ‡                                      | Searchlight Pictures                                          | копродукция с BBC Film и BFI; разпространява се от Hulu в САЩ, Disney+ в световен мащаб чрез Star, и Star+ в Латинска Америка.                                                                                      |
| 20 април 2023 г.     | Quasi ‡                                         | Searchlight Pictures                                          | копродукция с Broken Lizard; разпространява се от Hulu в САЩ, Disney+ в световен мащаб чрез Star, и Star+ в Латинска Америка.                                                                                       |
| 21 април 2023 г.     | Шевалие                                         | Searchlight Pictures                                          | копродукция с Element Pictures |
| 28 април 2023 г.     | Питър Пан и Уенди ‡                             | Walt Disney Pictures                                          | копродукция с Roth/Kirschenbaum Films и Whitaker Entertainment; разпространява се от Disney+ |
| 5 май 2023 г.        | Пазители на Галактиката: Трета част             | Marvel Studios                                                | |
| 19 май 2023 г.       | Белите не могат да скачат ‡                     | 20th Century Studios                                          | копродукция с Khalabo Ink Society и Mortal Media; разпространява се от Hulu в САЩ, Disney+ в световен мащаб чрез Star, и Star+ в Латинска Америка.                                                                  |
| 26 май 2023 г.       | Малката русалка                                 | Walt Disney Pictures                                          | копродукция с Lucamar Productions и Marc Platt Productions |
| 2 юни 2023 г.        | Торбалан                                        | 20th Century Studios                                          | копродукция с 21 Laps Entertainment |
| 16 юни 2023 г.       | Стихии                                          | Walt Disney Pictures                                          | копродукция с Pixar Animation Studios |
| 30 юни 2023 г.       | Индиана Джоунс и реликвата на съдбата           | Walt Disney Pictures                                          | копродукция с Lucasfilm |
| 14 юли 2023 г.       | Theater Camp                                    | Searchlight Pictures                                          | копродукция с Topic Studios, Picturestart, и Gloria Sanchez Productions |
| 28 юли 2023 г.       | Привидения в къщата                             | Walt Disney Pictures                                          | копродукция с Rideback |
| 25 август 2023 г.    | Докато ваканцията ни раздели 2 ‡                | 20th Century Studios                                          | копродукция с Broken Road Productions |
| 15 септември 2023 г. | Призраци във Венеция                            | 20th Century Studios                                          | копродукция с Kinberg Genre, Mark Gordon Pictures, Scott Free Productions и TSG Entertainment |
| 22 септември 2023 г. | Никой няма да те спаси                          | 20th Century Studios                                          | разпространява се от Hulu в САЩ, Disney+ в световен мащаб чрез Star, и Star+ в Латинска Америка |
| 29 септември 2023 г. | Създателят                                      | 20th Century Studios                                          | копродукция с Regency Enterprises |
| 3 ноември 2023 г.    | Quiz Lady                                       | 20th Century Studios                                          | копродуция с Gloria Sanchez Productions и Artists First; разпространява се от Hulu в САЩ, Disney+ в световен мащаб чрез Star, и Star+ в Латинска Америка                                                            |
| 10 ноември 2023 г.   | Капитан Марвел 2                                | Marvel Studios                                                | |
| 17 ноември 2023 г.   | Dashing Through the Snow ‡                      | Walt Disney Pictures                                          | копродукция с Will Packer Productions и Smart Entertainment; разпространява се от Дисни+ |
| 17 ноември 2023 г.   | Гол за победа                                   | Searchlight Pictures                                          | копродукция с The Imaginarium и Piki Films |
| 22 ноември 2023 г.   | Желание                                         | Walt Disney Pictures                                          | копродукция с Walt Disney Animation Studios |
| 8 декември 2023 г.   | Diary of a Wimpy Kid Christmas: Cabin Fever ‡   | Walt Disney Pictures                                          | копродукция с Bardel Entertainment; разпространява се от Дисни+ |
| 8 декември 2023 г.   | Клети създания                                  | Searchlight Pictures                                          | копродукция с Element Pictures, Fruit Tree и Film4 |
| 22 декември 2023 г.  | All of Us Strangers                             | Searchlight Pictures                                          | копродукция с Blueprint Pictures и Film4 Productions |
| 9 февруари 2024 г.   | Suncoast ‡                                      | Searchlight Pictures                                          | разпространява се от Hulu в САЩ, Disney+ в световен мащаб чрез Star, и Star+ в Латинска Америка |
| 29 март 2024 г.      | Madu ‡                                          | копродукция с Hunting Lane Films; разпространява се от Дисни+ | |
| 5 април 2024 г.      | Първата поличба                                 | 20th Century Studios                                          | копродукция с Phantom Four Films |
| 5 април 2024 г.      | The Greatest Hits                               | Searchlight Pictures                                          | копродукция с Groundswell Productions; разпространява се от Hulu в САЩ, Disney+ в световен мащаб чрез Star, и Star+ в Латинска Америка                                                                              |
| 22 април 2024 г.     | Tiger ‡                                         | Disneynature                                                  | разпространява се от Дисни+ |
| 10 май 2024 г.       | Кралството на планетата на маймуните            | 20th Century Studios                                          | копродукция с Chernin Entertainment |
| 31 май 2024 г.       | Jim Henson Idea Man ‡                           | Disney Original Documentary                                   | копродукция с Imagine Entertainment и The Jim Henson Company; разпространява се от Дисни+ |
| 31 май 2024 г.       | Младата жена и морето                           | Walt Disney Pictures                                          | копродукция с Jerry Bruckheimer Films |
| 14 юни 2024 г.       | Отвътре навън 2                                 | Walt Disney Pictures                                          | копродукция с Pixar Animation Studios |
| 21 юни 2024 г.       | Благи деяния                                    | Searchlight Pictures                                          | копродукция с Element Pictures и Film4 |
| 26 юли 2024 г.       | Дедпул и Върколака                              | Marvel Studios                                                | копродукция с Maximum Effort и 21 Laps Entertainment |
| 16 август 2024 г.    | Пришълецът: Ромул                               | 20th Century Studios                                          | копродукция с Scott Free Productions |
| 23 август 2024 г.    | The Supremes at Earl's All-You-Can-Eat ‡        | Searchlight Pictures                                          | копродукция с Temple Hill Entertainment; разпространява се от Hulu в САЩ, Disney+ в световен мащаб чрез Star, и Star+ в Латинска Америка                                                                            |
| 3 октомври 2024 г.   | Hold Your Breath ‡                              | Searchlight Pictures                                          | копродукция с Mad Dog Films и Secret Engine; разпространява се от Hulu в Съединените щати и Дисни+ в световен мащаб.                                                                                                |
| 4 октомври 2024 г.   | Blink                                           | Walt Disney Pictures                                          | единствено разпространение в САЩ и Канада; продуциран от National Geographic Documentary Films, MRC, Fishbowl Films и EyeSteelFilm; световното разпространение се поддържа от National Geographic Documentary Films |
| 1 ноември 2024 г.    | Истинска болка                                  | Searchlight Pictures                                          | единствено разпространение; продуциран от Topic Studios, Fruit Tree, Extreme Emotions, Rego Park, и Polish Film Institute                                                                                           |
| 1 ноември 2024 г.    | Music by John Williams ‡                        | Lucasfilm                                                     | копродукция с Lucasfilm, Amblin Entertainment и Imagine Entertainment; разпространява се от Дисни+ |
| 15 ноември 2024 г.   | Elton John: Never Too Late ‡                    | Disney Original Documentary                                   | копродукция с Rocket Pictures i This Machine Filmworks; разпространява се от Дисни+ |
| 27 ноември 2024 г.   | Смелата Ваяна 2                                 | Walt Disney Pictures                                          | копродукция с Walt Disney Animation Studios |
| 6 декември 2024 г.   | Nightbitch                                      | Searchlight Pictures                                          | копродукция с Annapurna Pictures, Bond Group, Defiant By Nature и Archer Grey |
| 20 декември 2024 г.  | Муфаса: Цар лъв                                 | Walt Disney Pictures                                          | копродукция с Pastel Productions |
| 25 декември 2024 г.  | Напълно непознат                                | Searchlight Pictures                                          | копродукция с The Picture Company и Veritas Entertainment Group |
| 14 февруари 2025 г.  | Капитан Америка: Нов свят                       | Marvel Studios                                                | |
| 21 март 2025 г.      | Снежанка                                        | Walt Disney Pictures                                          | копродукция с Marc Platt Productions |
| 11 април 2025 г.     | Аматьорът                                       | 20th Century Studios                                          | копродукция с Hutch Parker Entertainment |

## Предстоящи
| Премиера            | Заглавие                             | Студиен етикет       | Копродукция с                                                 |
| ------------------- | ------------------------------------ | -------------------- | ------------------------------------------------------------- |
| 2 май 2025 г.       | Тъндърболтс*                         | Marvel Studios       |                                                               |
| 23 май 2025 г.      | Лило и Стич                          | Walt Disney Pictures | копродукция с Rideback                                        |
| 13 юни 2025 г.      | Елио от Земята                       | Walt Disney Pictures | копродукция с Pixar Animation Studios                         |
| 25 юли 2025 г.      | Фантастичната четворка: Първи стъпки | Marvel Studios       | [ 15 ]                                                        |
| 8 август 2025 г.    | По-шантав петък                      | Walt Disney Pictures | [ 16 ] [ 17 ]                                                 |
| 10 октомври 2025 г. | Трон: Арес                           | Walt Disney Pictures | копродукция с Paradox                                         |
| 7 ноември 2025 г.   | Predator: Badlands                   | 20th Century Studios | копродукция с Davis Entertainment                             |
| 26 ноември 2025 г.  | Зоотрополис 2                        | Walt Disney Pictures | копродукция с Walt Disney Animation Studios                   |
| 19 декември 2025 г. | Аватар: Огън и пепел                 | 20th Century Studios | копродукция с Lightstorm Entertainment                        |
| 6 март 2026 г.      | Hoppers                              | Walt Disney Pictures | копродукция с Pixar Animation Studios                         |
| 1 май 2026 г.       | Отмъстителите: Денят на страшния съд | Marvel Studios       | копродукция с AGBO                                            |
| 22 май 2026 г.      | Мандалорецът и Грогу                 | Lucasfilm            | [ 28 ]                                                        |
| 19 юни 2026 г.      | Играта на играчките 5                | Walt Disney Pictures | копродукция с Pixar Animation Studios                         |
| 10 юли 2026 г.      | Смелата Ваяна                        | Walt Disney Pictures | копродукция с Seven Bucks Productions и Flynn Picture Company |
| 18 декември 2026 г. | Ледена епоха 6                       | 20th Century Studios | копродукция с 20th Century Animation                          |
| 7 май 2027 г.       | Отмъстителите: Тайни войни           | Marvel Studios       | копродукция с AGBO                                            |
| 24 ноември 2027 г.  | Замръзналото кралство 3              | Walt Disney Pictures | копродукция с Walt Disney Animation Studios                   |
| 21 декември 2029 г. | Аватар 4                             | 20th Century Studios | копродукция с Lightstorm Entertainment                        |